# 浅田寛厚
浅田 寛厚（あさだ ひろあつ、1929年5月6日 - 2012年1月30日)は、日本の英文学者、青山学院大学名誉教授。専門は現代米国演劇。

## 人物・来歴
横浜市に生まれる。1947年福岡県中学修猷館を経て、 青山学院大学文学部英米文学科に進み、1954年同大学院修士課程修了。立正大学大学院博士課程修了。
金城学院大学、関東学院大学助教授、青山学院女子短期大学助教授を経て、1972年青山学院大学文学部英米文学科助教授となり、1974年同教授に就任。1975年から1976年までエディンバラ大学客員教授を務め、英米の演劇を研究した。
2000年4月より2005年4月まで青山学院大学英米文学科同窓会会長を務めた。